# وادي جزين
وادي جزين هي إحدى القرى اللبنانية من قرى قضاء جزين في محافظة الجنوب.